# Theodore Thomas (karmester)
Theodore Thomas (Esens, 1835. október 11. – Chicago, Illinois, 1905. január 4.) német születésű, amerikai hegedűművész és karmester. Úgy tartják, hogy ő az első neves amerikai karmester. A  Chicagói Szimfonikus Zenekar alapítója és első zenei igazgatója (1891-1905).
Az ő tiszteletére egy utcát neveztek el szülővárosában, A Theodor Thomas utcán egy emléktáblát is állítottak.

## Források

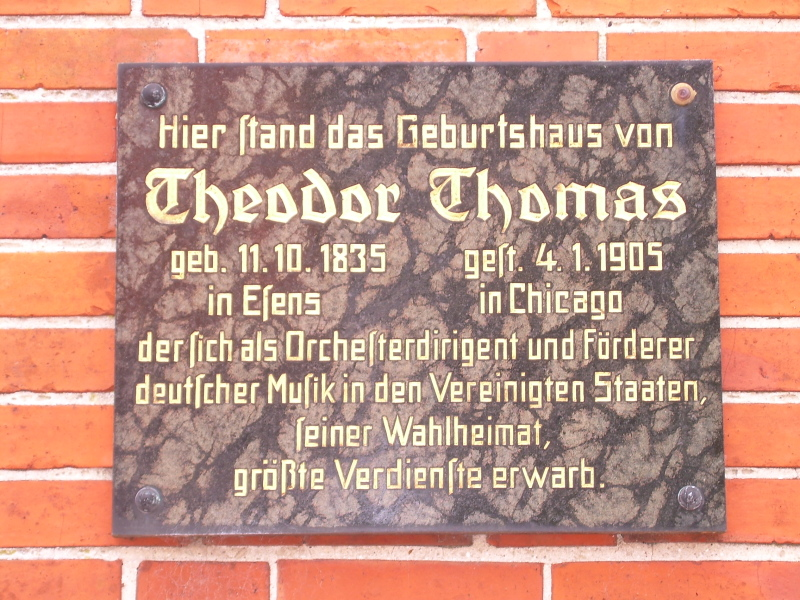
Plakett